# Asura porphyrea
Asura porphyrea là một loài bướm đêm thuộc phân họ Arctiinae, họ Erebidae.